# Грозіо
Грозіо, Ґрозіо (італ. Grosio) — муніципалітет в Італії, у регіоні Ломбардія,  провінція Сондріо.
Грозіо розташоване на відстані близько 520 км на північ від Рима, 130 км на північний схід від Мілана, 36 км на північний схід від Сондріо.
Населення — 4518 осіб (2014).
Щорічний фестиваль відбувається 19 березня. Покровитель — San Giuseppe.

## Демографія
Населення за роками:

Станом на 1 січня 2023 року в муніципалітеті офіційно проживало 115 іноземців з 22 країн, серед них 28 громадян країн Євросоюзу та 3 громадяни України.

## Сусідні муніципалітети
- Грозотто
- Монно
- Поск'яво
- Сондало
- Вальдідентро
- Вальдізотто
- Вецца-д'Ольйо